# Casper Naber
Casper Antonius Johannes Naber (Groningen, 16 maart 1906 - aldaar, 11 november 1944) was een Nederlandse verzetsstrijder in de Tweede Wereldoorlog. Hij werkte tijdens de Duitse bezetting voor de groep Packard.
Bij het uitbreken van de Tweede Wereldoorlog was Naber eigenaar van een winkel in gereedschappen en ijzerwaren en gevestigd in een bedrijfspand aan de Gelkingestraat te Groningen. In 1943 werd hij door Henk Deinum benaderd om zijn pand beschikbaar te stellen voor een geheime zendpost, met als doel het doorgeven van weerberichten en andere voor de oorlogvoering belangrijke informatie. Deze zendpost zou in directe verbinding staan met het Bureau Inlichtingen van de Nederlandse regering in Londen. Naber ging akkoord en benaderde de hem bekende S.P. de Boer, leraar aan de zeevaartschool in Groningen, voor het werven van telegrafisten en de aanschaf van de nodige meetapparatuur. De zendpost werd operationeel onder de naam 'Beatrix-Met', de zender Beatrix. Aad de Roode instrueerde De Boer en de telegrafisten, en bracht op 12 december 1943 de zender op gang. Naber codeerde en decodeerde berichten verkregen van de inlichtingengroep, geleid door Bob Houwen en Theo Sluis. Bovendien hielp hij Joden aan onderduikadressen.
Op 10 november 1944 werd zijn adres verraden door een geheim agent die kort daarvoor door de Sicherheitsdienst tot medewerking was gedwongen. Naber werd opgesloten in het beruchte Scholtenshuis aan de Grote Markt in de stad Groningen. Na de eerste verhoren te hebben ondergaan, overheerste bij hem de angst om door te slaan bij de volgende verhoren en daarbij andere, tot de zendgroep behorende verzetsstrijders te verraden. Hij beroofde zich de volgende dag van het leven door uit het zolderraam van het Scholtenshuis te springen. Casper Naber werd slechts 38 jaar oud. Hij werd begraven op de rooms-katholieke begraafplaats in Groningen. Overigens wordt zowel op zijn grafsteen als op het naastgelegen verzetsmonument de voornaam van Naber gespeld als Caspar.

## Eerbetoon

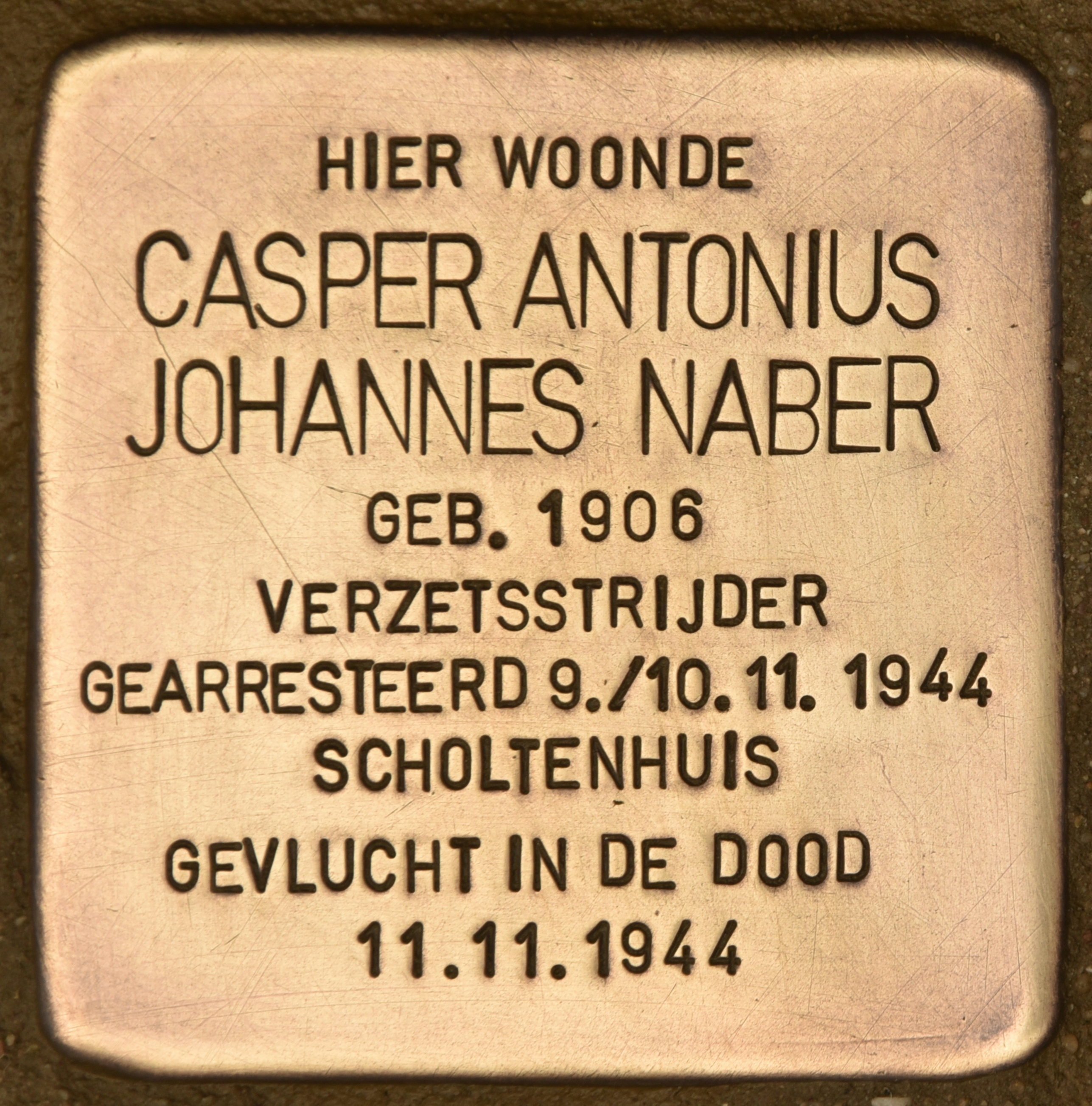
Stolperstein in de stad Groningen

Postuum werd Naber het Bronzen Kruis toegekend.
Ongeveer op de plek waar het Scholtenshuis heeft gestaan, verrees in 1975 een overdekte winkelpassage die Nabers naam kreeg. Burgemeester Harm Buiter onthulde in november 1975 het naambordje van de Naberpassage. In het eerste kwart van de 21e eeuw is de passage als gevolg van herinrichting van de oostkant van de Grote Markt verdwenen. Besloten werd de nieuwe straat die de Grote Markt verbindt met de Nieuwe Markt naar Naber te vernoemen, de Naberstraat. Het naambord is op 13 september 2021 onthuld door een kleindochter van Naber.